# Adam von Tümpling
Johann Wilhelm Adam Wolf von Tümpling (né le 10 mai 1781 à Soldau et mort le 10 août 1871 à Potsdam) est un général de cavalerie prussien.

## Biographie

### Origine
Adam est issu de la famille noble von Tümpling (de). Il est le fils de Ferdinand von Tümpling (1750-1803) et de son épouse Sophie Juliane Charlotte, née von Stedingk de la branche de Lenschow (1745-1813). Son père est un colonel prussien, commandant du 10e régiment de hussards von Glaser (de) et chevalier de l'ordre Pour le Mérite.

### Carrière militaire
Tümpling est engagé le 15 juin 1795 comme Estandartenjunker dans le régiment de dragons "Ansbach-Bayreuth" de l'armée prussienne. Le 19 décembre 1796, il y est nommé enseigne et le 13 juillet 1799, il est promu au rang de lieutenant. Pendant la guerre de la Quatrième Coalition, il est blessé à la bataille d'Iéna et sauve son ami Ferdinand von Schill, également blessé, en l'emmenant de Kölleda à Weißensee. Tümpling participe ensuite à la capitulation de Stettin face aux Français. Le 8 août 1811, Tümpling devient premier lieutenant dans le régiment de dragons "Reine", puis ici, le 24 novembre 1812, capitaine d'état-major et enfin le 22 juillet 1813 adjudant du général de division Adolf Friedrich von Oppen, chef de la cavalerie du corps de Bülow. Il combat lors de la campagne d'Allemagne à Vehlitz, Möckern, Lützen, Bautzen et reçoit la croix de fer de 2e classe pour ses actions à Hoyerswerda. Suivent les batailles à Luckau, Groß Beeren, Dennewitz, Leipzig et la prise d'Arnhem, pour laquelle Tümpling est promu au grade de Rittmeister le 27 décembre 1813 et décoré de la croix de fer de première classe. Pour ses réalisations à Laon, le tsar de Russie lui décerne l'Ordre de Saint-Vladimir de 4e classe avec épées et le roi suédois de l'ordre de l'Épée de 3e classe. Au cours de la guerre, Tümpling combatt encore à Hoogstraeten, Düren, Soissons, Compiègne et Crépy.
Le 18 juin 1815, il est promu major et arrive à Coblence comme adjudant de Gneisenau début octobre, alors qu'il prend le commandement général  de la région du Rhin inférieur. Le roi Frédéric-Guillaume III nomme finalement Tümpling aide de camp du prince héritier le 1er mars 1820, en témoignage de confiance particulier. Une amitié profonde se développe entre les deux hommes, qui dure jusqu'à la mort du futur roi. Six ans plus tard, le 22 novembre 1826, Tümpling est d'abord affecté au 2e régiment d'uhlans de la Garde de Landwehr puis le 30 mars 1827, il est nommé commandant du 1er régiment d'uhlans de la Garde de Landwehr. C'est à ce poste qu'il est promu lieutenant-colonel un an plus tard et qu'il reçoit en outre l'ordre de Saint-Jean en 1829 pour ses excellents services. Le 30 mars 1831, Tümpling devient colonel et est commandé à la revue de Kalisch en 1835. Avec sa promotion au grade de major général le 7 avril 1838, Tümpling devint commandant de la 1re brigade de cavalerie de la Garde. Dans cette position, il est également commandant de Potsdam à partir du 7 mars 1843. Le 30 mars 1844, jour du 30ème anniversaire de la bataille de Paris, le roi le nomme commandant de toute la cavalerie de la Garde. L'année suivante, il est promu lieutenant-général et nommé adjudant-général du roi. Sous l'influence de la Révolution de mars, Tümpling présente sa démission en mai 1848, mais celle-ci ne lui est pas accordée. À la suite de sa nouvelle demande, Tümpling obtient son départ le 24 octobre 1848 et reçoit l'uniforme d'adjudant général. Peu après, le 29 novembre 1848, il reçoit le caractère de général de cavalerie.
Le 24 juin 1856, Tümpling devient chevalier de l'Ordre de Saint-Jean. Lors des funérailles du roi Frédéric-Guillaume IV le 7 janvier 1861, il reprend du service, bien qu'ayant déjà 80 ans. Avec l'adjudant général von Gerlach, à côté du maréchal von Wrangel, qui porte l'épitoge impériale, Tümpling marche juste derrière le corbillard royal.
Tümpling est décoré de la Grande Croix de l'ordre de l'Aigle rouge avec feuilles de chêne le 18 janvier 1861, immédiatement après l'arrivée au pouvoir de Guillaume Ier. Il le nomme également le 10 mai 1862 à la suite du 1er régiment d'uhlans de la Garde.
À l'occasion de son 70e anniversaire de service, Tümpling est nommé chevalier de l'ordre de l'Aigle noir le 15 juin 1865.

### Famille
Tümpling se marie le 20 mars 1804 avec Ernestine Wilhelmine, comtesse von Bohlen de la branche de Stretense (1783-1815). Après la mort de cette dernière, il se marie à Niederlahnstein le 14 mars 1818 avec Johanna Friederike (1800-1874), la fille du conseiller privé du gouvernement supérieur Friedrich Lebens. Alors que le second mariage n'a pas d'enfants, le premier donne naissance aux enfants suivants :
- Sophie Hedwige (1805–1825)
- Luise Karoline Friederike Wilhelmine (1806–1847)
- Ferdinand Kurt WolfMoritz (né en 1807)
- Wilhelm (1809-1884), général de cavalerie prussien
- filles jumelles (nées et mortes en 1812)